# Waleri Iwanowitsch Gliwenko
Waleri Iwanowitsch Gliwenko (russisch Валерий Иванович Гливенко; * 21. Dezember 1896jul. / 2. Januar 1897greg. in Kiew; † 15. Februar 1940 in Moskau) war ein russischer Mathematiker und Logiker. Nach ihm und Francesco Cantelli wurde der Fundamentalsatz der Statistik – der Gliwenko-Cantelli-Satz – benannt.

## Leben
Gliwenko studierte in Moskau und wirkte von 1928 bis zu seinem Tod als Professor am dortigen Pädagogischen Institut „Karl Liebknecht“. In der Mathematik widmete er seine Forschungen den Grundlagen der Mathematik, der Wahrscheinlichkeitstheorie und der konstruktiven Logik.

## Schriften
- Sur quelques points de la logique de M. Brouwer. In: Academie Royale de Belgique. Bulletin de la Classe des Sciences. 5. Sér., Vol. 15, 1929, ISSN 0001-4141, S. 183–188.
- Логика противоречия. 1929.
- Sulla determinazione empirica delle leggi di probabilità. In: Giornale dell'Istituto Italiano degli Attuari. Vol. 4, 1933, ZDB-ID 609720-0, S. 92–99.
- Понятие дифференциала у Маркса и Адамара. 1934.
- Основы общей теории структур. 1937.
- Théorie générale des structures (= Actualités scientifiques et industrielles. Vol. 652, ISSN 0365-6861  = Exposés d'analyse générale. Vol. 9). Hermann, Paris 1938. (franz.)

(nach )